# Genovefa Weber

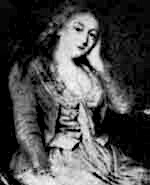
Genovefa Weber

Genovefa Weber, auch Genovefa von Weber, geborene Genovefa Brenner (* 2. Januar 1764 in Oberdorf im Allgäu; † 13. März 1798 in Salzburg) war eine deutsche Opernsängerin und Schauspielerin. Sie war die Mutter des Komponisten Carl Maria von Weber.

## Leben
Genovefa Brenner wurde am 2. Januar 1764 in Oberdorf, dem heutigen Marktoberdorf, römisch-katholisch getauft. Das Schloss in Oberdorf war zu dieser Zeit Sommersitz des Fürstbischofs von Augsburg Clemens Wenzeslaus von Sachsen. Ihr Vater war der fürstbischöfliche Hofschreiner Marx (= Markus) Brenner, ihre Mutter Maria Victoria Hindelang. Sie war das vierte Kind der Familie.
Im Alter von 21 Jahren, am 20. August 1785, wurde Genovefa Brenner in der Wiener Schottenkirche kirchlich getraut mit dem 51-jährigen Franz Anton von Weber (1734–1812). Es war Webers zweite Ehe, der aus einer ersten bereits zwei Töchter und zwei Söhne hatte. Aus der Ehe mit Genovefa Brenner gingen drei weitere Kinder hervor, von denen die beiden jüngeren bereits im frühesten Kindesalter verstarben.
Franz Anton von Weber war Beamter im Dienste des Hochstifts Hildesheim gewesen und dann Musikdirektor bei einer reisenden Theatertruppe, später Kapellmeister am fürstbischöflichen Hof in Eutin. Er war Freimaurer. Sein 1785 bereits verstorbener Bruder Fridolin Weber d. Ä. war der Vater von Wolfgang Amadeus Mozarts Frau Constanze. Genovefa Brenner wurde durch diese Heirat also eine Tante der fast genau zwei Jahre älteren Constanze Mozart.
Franz Anton von Weber hatte Genovefa Brenner bei einem Besuch seiner Söhne aus erster Ehe, Fridolin d. J. und Edmund, die damals in Wien von Joseph Haydn unterrichtet wurden, im Sommer 1783 kennengelernt. Genovefa trat zu dieser Zeit als Sängerin in Wien auf. Trauzeugen waren der Hofschauspieler Joseph Lange und Vincenzo Righini, der von 1779 bis 1788 als Kapellmeister und Gesangslehrer in Wien angestellt war.
Das frisch verheiratete Paar zog, zusammen mit den beiden Söhnen aus erster Ehe, Ende des Sommers nach Eutin. Am 18. oder 19. November 1786 wurde in Eutin der erste Sohn Genovefas, der später berühmte Carl Maria von Weber geboren. Das Leben seines Vaters und seiner Mutter sollte ihn später stark in seiner Musik beeinflussen. Auch er reiste später berufsbedingt als Komponist sehr viel umher. Bald nach der Geburt von Carl Maria von Weber zog Genovefa Weber 1787 mit ihrem Mann nach Hamburg, der 1789 eine eigene Wandertheater-Kompagnie gründete. Genovefa zog ihren Sohn in dieser Wandertheater-Umgebung auf. Bereits im Alter von nicht einmal ganz fünf Jahren stand er zum ersten Mal auf der Bühne. Die Familie war mit den Kindern ständig unterwegs, gastierte unter anderem 1789 in Meiningen, von 1791 bis 1794 in Nürnberg, Erlangen, Ansbach und Bayreuth, 1794 in Hildburghausen, Rudolstadt und Weimar. In diese Zeit fielen Geburt und Tod der Kinder Georg Friedrich Carl (*/† 1789) und Maria Adelheid Antonia (1797–1798).
Während des Aufenthaltes in Hildburghausen erkrankte Genovefa Weber schwer und die Familie war am Weiterziehen gehindert. Laut seiner Autobiographischen Skizze erhielt Carl Maria von Weber während dieses Aufenthalts ab 1796 seinen ersten regelmäßigen Klavierunterricht von Johann Peter Heuschkel (1773–1853).
Im Jahr 1794 debütierte Genovefa Weber am 16. Juni mit der Rolle der Konstanze in Mozarts Entführung aus dem Serail in Weimar an dem von Johann Wolfgang von Goethe geleiteten Hoftheater und trat dort als vertraglich gebundene Sängerin mehrfach in verschiedenen Rollen auf. In einem Brief an Goethe vom 5. September 1794 aus Rudolstadt ersuchte Franz Anton von Weber ihn um die vorzeitige Entlassung seiner Frau aus ihrem Vertrag. Während ihrer Anstellung dort seien „so unendlich viel Unordnungen und Sachen vorgegangen, die nicht wohl verstatten, uns länger dabey aufzuhalten.“ Goethe entsprach dem Gesuch in seinem Antwortbrief vom 23. September 1794.

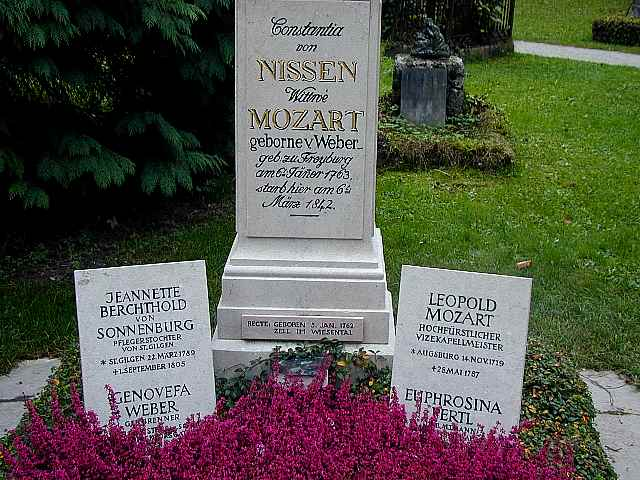
Gedenkstätte für Genovefa Weber auf dem Sebastiansfriedhof in Salzburg (Daten: linke Grabplatte, unten)

Ende 1797 zog die Familie Weber nach Salzburg, wo Franz Anton von Weber für kurze Zeit eine Anstellung als Kapellmeister und Schauspieldirektor bekam. Er scheint sich dort unter dem Regime des  Fürsterzbischofs Colloredo nicht sonderlich wohl gefühlt zu haben; denn am 2. Juli 1798 schrieb er von dort an Franz Kirms nach Weimar: „unter hiesiger Hierarchie ists nicht auszuhalten.“
In Salzburg erwarb Carl Maria von Weber 1798 bei Michael Haydn erste Grundkenntnisse in der Satztechnik des Kontrapunkts. Genovefa Weber hat das erste Werk ihres Sohnes, eine Reihe von Fughetten für Piano, die er im Alter von 13 Jahren schrieb, nicht mehr erlebt. Sie starb im Alter von nur 34 Jahren am 13. März 1798 in Salzburg an Auszehrung (vermutlich Tuberkulose). Ihre Gedenkstätte befindet sich dort auf dem Friedhof von St. Sebastian im von Johann Evangelist Engl errichteten künstlichen „Familiengrab“ der Mozarts, zusammen mit Constanze von Nissen. Leopold Mozart ist dort nicht begraben, seine sterblichen Überreste fanden ihre Ruhestätte in der Kommunegruft (Gruft 84) des Friedhofs.
In Marktoberdorf ist der Genoveva-Brenner-Weg nach ihr benannt.